# 1,4-Butandiol
1,4-Butanediol je organsko jedinjenje sa formulom . Ova bezbojna viskozna tečnost je derivat butana koji ima dve alkoholne grupe na krajevima lanca. On je jedan od četiri stabilna izomera butandiola.

## Sinteza
Njegova industrijska sinteza, je reakcija acetilena sa dva ekviivalenta formaldehida čime se formira 1,4-butindiol, takođe poznat kao but-2-in-1,4-diol. Ovaj tip procesa baziranog na acetilenu je primer „Repove hemije“, po nemačkom hemičaru Volteru Repu. Hidrogenacija 1,4-butindiola daje 1,4-butanediol.

## Spoljašnje veze
- Internacionalna karta hemijske bezbednosti 1104
- Inicijalni izveštaj o proceni  Organizacije za ekonomsku saradnju i razvoj
- NLM baza podataka opasnih materija - unos za 1,4-Butanediol